# David Hewlett
David Ian Hewlett (Redhill, 18 aprile 1968) è un attore e scrittore britannico.

## Biografia
David Hewlett ha creato la Darkyl Media, un sito web design impresa ed ha anche fondato Fusefilm.com, una comunità internet per registi. Hewlett è apparso in molti film horror a basso costo, come ad esempio The Darkside. Nel 1996 ha ottenuto il ruolo come Grant Jansky in Traders. Hewlett è noto per il ruolo di Rodney McKay, apparso la prima volta in Stargate SG-1 come esperto, e poi divenuto membro fisso del cast dello spin-off Stargate Atlantis. David Hewlett è stato sposato con Soo Garay, dalla quale ha divorziato nel 2004. Ha una relazione con Jane Loughman dal 2006. Il 6 ottobre 2007 Jane ha dato alla luce il loro primo figlio, Sebastian Flynn Loughman Hewlett. Ha tre fratelli più giovani. Una, Kate Hewlett, che è anche una attrice, ha interpretato Jeannie Miller, la sorella di McKay in Stargate Atlantis.

## Filmografia

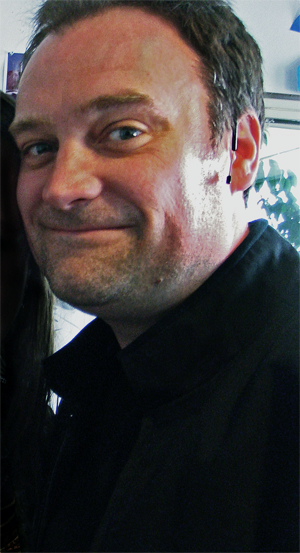
David Hewlett a Vancouver nel 2008

### Attore

#### Cinema
- The Darkside, regia di Constantino Magnatta (1988)
- Chi c'è in fondo a quella scala... (Pin), regia di Sandor Stern (1988)
- Dalla parte del cuore (Where the Heart Is), regia di John Boorman (1990)
- Deep Sleep, regia di Patricia Gruben (1990)
- Scanners 2 - Il nuovo ordine (Scanners II: The New Order), regia di Christian Duguay (1991)
- Desiderio e passione al Sunset Motel (Desire and Hell at Sunset Motel), regia di Alien Castle (1991)
- Dead Meat, regia di Holly Dale - cortometraggio (1993)
- La legge del sangue (Blood Brothers), regia di Bruce Pittman (1993)
- Elevated, regia di Vincenzo Natali - cortometraggio (1996)
- Joe's Wedding, regia di Michael Kennedy (1996)
- Follia omicida (Bad Day on the Block), regia di Craig R. Baxley (1997)
- Cube - Il cubo (Cube), regia di Vincenzo Natali (1997)
- Clutch, regia di Chris Grismer (1998)
- The Life Before This, regia di Jerry Ciccoritti (1999)
- Blind, regia di Deborah Day - cortometraggio (1999)
- Amateur Night, regia di Barb Sniderman - cortometraggio (1999)
- Autoerotica, regia di Mark Wihak - cortometraggio (2000)
- Century Hotel, regia di David Weaver (2001)
- Treed Murray, regia di William Phillips (2001)
- Cypher, regia di Vincenzo Natali (2002)
- Nothing, regia di Vincenzo Natali (2003)
- Foolproof, regia di William Phillips (2003)
- Friday Night, regia di Paul Fox - cortometraggio (2003)
- Nelle spire del terrore (Boa vs. Python), regia di David Flores (2004)
- Ice Men, regia di Thom Best (2004)
- Helen, regia di Sandra Nettelbeck (2009)
- Splice, regia di Vincenzo Natali (2009)
- The Whistleblower, regia di Larysa Kondracki (2010)
- L'alba del pianeta delle scimmie (Rise of the Planet of the Apes), regia di Rupert Wyatt (2011)
- Haunter, regia di Vincenzo Natali (2013)
- La forma dell'acqua - The Shape of Water (The Shape of Water), regia di Guillermo del Toro (2017)
- Who You Know, regia di Jake Horowitz (2019)
- Lucky Day, regia di Roger Avary (2019)
- Midway, regia di Roland Emmerich (2019)
- Lie Exposed, regia di Jerry Ciccoritti (2019)
- La fiera delle illusioni - Nightmare Alley (Nightmare Alley), regia di Guillermo del Toro (2021)

#### Televisione
- I gemelli Edison (The Edison Twins) – serie TV, episodio 1x07 (1984)
- Night Heat – serie TV, episodio 3x18 (1987)
- Venerdì 13 (Friday the 13th: The Series) – serie TV, episodio 1x10 (1988)
- Il mio amico Ultraman (My Secret Identity) – serie TV, episodio 1x02 (1988)
- The Penthouse, regia di David Greene – film TV (1989)
- T. and T. – serie TV, episodi 1x16-2x18 (1988-1989)
- I Campbell (The Campbells) – serie TV, episodi 3x04-3x21 (1989-1990)
- The First Circle, regia di Sheldon Larry – film TV (1991)
- La morte nera (Quiet Killer), regia di Sheldon Larry – film TV (1992)
- Forever Knight – serie TV, episodio 1x10 (1992)
- Split Images, regia di Sheldon Larry – film TV (1992)
- The Boys of St. Vincent: 15 Years Later, regia di John N. Smith – film TV (1992)
- Poliziotto a 4 zampe (Katts and Dog) – serie TV, episodi 4x12-5x01-5x13 (1991-1992)
- Oltre la realtà (Beyond Reality) – serie TV, episodi 2x07-2x17 (1992-1993)
- Sweating Bullets – serie TV, episodio 3x19 (1993)
- Shining Time Station – serie TV, episodi 3x04-3x23 (1993)
- Secret Service – serie TV, episodio 1x03 (1993)
- Street Legal – serie TV, episodi 3x07-8x14 (1988-1994)
- Monster Force – serie TV, 13 episodi (1994)
- Kung Fu: la leggenda continua (Kung Fu: The Legend Continues) – serie TV, 15 episodi (1993-1996)
- Un Natale indimenticabile (On the 2nd Day of Christmas), regia di James Frawley – film TV (1997)
- Survivor, regia di David Straiton – film TV (1999)
- Twice in a Lifetime – serie TV, episodio 1x09 (1999)
- Traders – serie TV, 73 episodi (1996-2000)
- Chasing Cain, regia di Jerry Ciccoritti – film TV (2001)
- Non te ne puoi andare (And Never Let Her Go), regia di Peter Levin – film TV (2001)
- Mistero alle Bermuda (The Triangle), regia di Lewis Teague – film TV (2001)
- E.R. - Medici in prima linea (ER) – serie TV, episodio 8x04 (2001)
- Father Lefty, regia di Kevin Rodney Sullivan – film TV (2002)
- Mutant X – serie TV, episodio 3x05 (2003)
- Senza traccia (Without a Trace) – serie TV, episodio 2x12 (2004)
- The District – serie TV, episodio 4x17 (2004)
- Darklight, regia di Bill Platt – film TV (2004)
- Stargate SG-1 – serie TV, 7 episodi (2001-2007)
- Sanctuary – miniserie TV, episodio 1x01 (2007)
- Stargate Atlantis – serie TV, 99 episodi (2004-2009)
- The Closer – serie TV, episodio 5x04 (2009)
- Hellcats – serie TV, episodi 1x09-1x13 (2010-2011)
- Stargate Universe – serie TV, episodio 2x15 (2011)
- Morlocks, regia di Matt Codd – film TV (2011)
- Darknet – miniserie TV, episodio 1x01 (2013)
- The Stanley Dynamic – serie TV, episodio 2x16 (2014)
- Suits – serie TV, episodio 6x03 (2016)
- Dark Matter – serie TV, 5 episodi (2015-2016)
- Incorporated – serie TV, 4 episodi (2016-2017)
- I misteri di Murdoch (Murdoch Mysteries) – serie TV, episodi 9x16-11x07 (2016-2017)
- Critical Role – serie TV, episodio 2x56 (2019)
- Warigami – serie TV (2019)
- Hudson & Rex – serie TV, episodi 2x01-2x02 (2019)
- Turkey Drop, regia di Jerry Ciccoritti – film TV (2019)
- NOC - Non-Official Cover, regia di Ian Voglesong – film TV (2020)
- Departure - serie TV, 6 episodi (2020)
- Private Eyes – serie TV, episodio 4x12 (2021)
- Clarice – serie TV, 5 episodi (2021)
- Departure – serie TV, 6 episodi (2021)
- See – serie TV, 10 episodi (2021-2022)
- Cabinet of Curiosities - serie TV, episodio 1x02 (2022)

### Attore, regista e sceneggiatore
- A Dog's Breakfast (2006)

### Attore e regista
- Rage of the Yeti – film TV (2011)

## Doppiatori italiani
Nelle versioni in italiano delle opere in cui ha recitato, David Hewlett è stato doppiato da:
- Franco Mannella in Splice, La forma dell'acqua - The Shape of Water, La fiera delle illusioni - Nightmare Alley, Cabinet of Curiosities
- Vittorio Guerrieri in Cypher, Stargate Universe
- Gianni Bersanetti in Chi c'è in fondo a quella scala...
- Luca Ward in Scanners 2 - Il nuovo ordine
- Francesco Bulckaen in Cube - Il cubo
- Simone Mori in Stargate Atlantis
- Riccardo Rossi in Nelle spire del terrore
- Fabrizio Pucci in The Whistleblower
- Christian Iansante ne L'alba del pianeta delle scimmie
- Saverio Indrio in The Closer
- Stefano Alessandroni in Departure
- Sergio Lucchetti in Private Eyes